# Diözesanrat im Bistum Eichstätt
Der Diözesanrat im Bistum Eichstätt ist der Zusammenschluss von Vertretern der Dekanatsräte und der katholischen Verbände sowie von weiteren Persönlichkeiten aus Kirche und Gesellschaft im Bereich des Bistums Eichstätt.
Er ist das vom Eichstätter Bischof anerkannte Organ zur Koordinierung der Kräfte des Laienapostolats und zur Förderung des Weltdienstes der Laien im Bistum Eichstätt.
Im Anschluss an die Pfarrgemeinderatswahlen konstituiert sich der Diözesanrat alle vier Jahre neu. Im Rahmen einer Satzungsänderung im Herbst 2019 wurde auch der Name geändert. Aus „Diözesanrat der Katholiken im Bistum Eichstätt“ wurde „Diözesanrat im Bistum Eichstätt“.

## Aufgaben
Der Diözesanrat Eichstätt hat folgende Aufgaben:
- das Apostolat der Laien den Bedürfnissen unserer Zeit entsprechend im Bereich der Diözese zu fördern,
- die Entwicklungen im gesellschaftlichen, staatlichen und kirchlichen Leben zu beobachten und für die Anliegen der Katholiken in der Öffentlichkeit einzutreten,
- Anregungen für das Wirken der Katholiken des Bistums in der Gesellschaft zu geben und die in ihm zusammengeschlossenen Kräfte aufeinander abzustimmen und zu fördern,
- gemeinsame Aufgaben zu beschließen und für die Durchführung Sorge zu tragen, wenn kein anderer geeigneter Träger vorhanden ist,
- gemeinsame Initiativen und Veranstaltungen der Katholiken des Bistums vorzubereiten und durchzuführen,
- die Arbeit der Pfarrgemeinderäte und Dekanatsräte aufeinander abzustimmen und anzuregen sowie umgekehrt Anregungen und Anträge der unteren und mittleren Ebene zu behandeln,
- die kirchlich anerkannten Organisationen und Gruppen unter Wahrung ihrer Eigenständigkeit zu fördern,
- dem Diözesanpastoralrat Anregungen zu geben,
- das Bistum im Landeskomitee der Katholiken in Bayern und im Zentralkomitee der deutschen Katholiken zu vertreten und Anliegen und Aufgaben der Katholiken des Bistums auf überdiözesaner Ebene wahrzunehmen.

## Vorstand
Vorsitzender: Christian Gärtner, Oberasbach
Stellvertretende Vorsitzende: Marlies Müller, Ingolstadt und Anton Lang, Günching

## Mitglieder
Der Diözesanrat Eichstätt hat insgesamt 87 Mitglieder, die sich zweimal im Jahr zu einer Vollversammlung treffen. Die Vollversammlung im Frühjahr findet an wechselnden Orten im Bistum Eichstätt statt, die Vollversammlung im Herbst immer im Bistumshaus Schloss Hirschberg bei Beilngries.

### Delegierte aus Dekanaten
Nach einer Neuordnung der Dekanate im Jahr 2011 kommen aus den verbliebenen acht Dekanaten 34 Delegierte:
- 5 Delegierte aus dem Dekanat Nürnberg-Süd
- 5 Delegierte aus dem Dekanat Ingolstadt
- 5 Delegierte aus dem Dekanat Neumarkt in der Oberpfalz
- 5 Delegierte aus dem Dekanat Eichstätt
- 4 Delegierte aus dem Dekanat Weißenburg-Wemding
- 4 Delegierte aus dem Dekanat Roth-Schwabach
- 3 Delegierte aus dem Dekanat Herrieden
- 3 Delegierte aus dem Dekanat Habsberg

### Delegierte aus katholischen Verbänden
Folgende 37 Verbände sind jeweils mit einem Vertreter im Diözesanrat Mitglied:
- Ackermann-Gemeinde
- Bürger-Kongregation Maria vom Sieg, Ingolstadt
- Bund der Deutschen Katholischen Jugend (BDKJ)
- Bund Katholischer Unternehmer (BKU)
- Caritasverband für die Diözese Eichstätt
- Charismatische Erneuerung (CE)
- Christliche Arbeiterjugend (CAJ)
- Deutsche Jugendkraft (DJK)
- Kolpingwerk – Diözesanverband Eichstätt
- Kolpingjugend – Diözesanverband Eichstätt
- Deutsche Pfadfinder*innenschaft Sankt Georg (DPSG)
- Diözesane Arbeitsgemeinschaft für Erwachsenenbildung (DIAG)
- Familienbund der Deutschen Katholiken
- Ordo Franciscanus Saecularis (OFS, früher Franziskanische Gemeinschaft, FG)
- Gemeinschaft Katholischer Soldaten (GKS)
- Katholische Arbeitnehmer-Bewegung (KAB)
- Katholischer Deutscher Frauenbund (KDFB)
- Katholische Elternschaft Deutschlands (KED)
- Katholische Erziehergemeinschaft (KEG)
- Katholische Junge Gemeinde (KjG)
- Katholische Landjugendbewegung (KLJB)
- Katholische Landvolkbewegung (KLB)
- Katholische Studierende Jugend (KSJ)
- Verband der Katholiken in Wirtschaft und Verwaltung (KKV)
- K.D.St.V. Aureo-Danubia zu Ingolstadt im Cartellverband
- Kartellverband katholischer deutscher Studentenvereine
- Legio Mariae
- Malteser-Hilfsdienst (MHD)
- Marianische Männerkongregation (MMC)
- Marianische Frauenkongregation (MFC)
- Ritter vom Heiligen Grab
- Sozialdienst katholischer Frauen (SkF)
- St. Michaelsbund
- Pax-Christi-Bewegung
- Schönstatt-Bewegung
- Verband der katholischen Religionslehrer/-innen an den Gymnasien in Bayern (KRGB)
- Verband der Wissenschaftlichen Katholischen Studentenvereine (UNITAS)

### Weitere Delegierte
Außerdem gehört dem Diözesanrat ein Vertreter der Katholischen Universität Eichstätt-Ingolstadt an.
Zusätzlich wird vom Bischof des Bistums Eichstätt ein Geistlicher Beauftragter berufen. Zusammen mit dem vom Bistum Eichstätt angestellten Geschäftsführer hat er in der Vollversammlung beratende Stimme.

### Berufene Mitglieder
Die Mitglieder können in ihrer konstituierenden Sitzung bis zu zehn Persönlichkeiten aus dem öffentlichen Leben berufen.

## Sachausschüsse
Die Vollversammlung des Diözesanrates hat die Möglichkeit Sachausschüsse einzurichten. Diese haben die Aufgabe, in ihrem Sachbereich die Entwicklungen kontinuierlich zu beobachten, die Organe des Diözesanrates zu beraten, über Entwicklungen in ihrem Sachgebiet zu informieren, Vorlagen zu erstellen sowie die Dekanats- und Pfarrgemeinderäte und die katholischen Organisationen in ihrer Arbeit zu unterstützen. Dazu arbeiten die Sachausschüsse mit den betreffenden Abteilungen des Bischöflichen Ordinariats zusammen. Die Sachausschüsse setzen sich aus Mitgliedern des Diözesanrates und hinzu berufenen Mitgliedern zusammen. Die Vorsitzenden der Sachausschüsse sind auch Mitglieder in der Vollversammlung. In der Amtszeit 2022–2026 arbeiten folgende Sachausschüsse:
- Familie, Erziehung, Schule
- Arbeit – Wirtschaft – Umwelt
- Mission-Entwicklung-Frieden
- Gemeindecaritas und Seniorenarbeit
- Behindertenseelsorge
- Pastorale Entwicklung